# Imma Costa
María Inmaculada "Imma" Costa Ramón (El Montmell, 25 de noviembre de 1962 – 15 de mayo de 2024) fue una política española del Partido de los Socialistas de Cataluña (PSC). Fue alcaldesa de El Montmell desde 2003 hasta 2019 y brevemente miembro del Senado de España en 2023.

## Carrera
Nacida en El Montmell, provincia de Tarragona, Costa trabajó en administración en el ayuntamiento de su ciudad natal. Luego fue elegida como concejala en 1999, convirtiéndose en teniente de alcalde. En 2003, fue elegida alcaldesa, renovando su mandato tres veces hasta 2019, cuando fue derrotada por José María Roldán de ARA El Montell. Formó parte del consejo de la comarca del Baix Penedès desde 2003 hasta 2007, luego fue su vicepresidenta hasta 2011. Fue miembro de la Diputación Provincial de Tarragona desde 2011 hasta 2015 y nuevamente desde 2019 hasta 2023, sirviendo como su tercera vicepresidenta al momento de su fallecimiento.
El 10 de enero de 2023, Costa se convirtió en miembro del Senado de España, habiendo sido miembro suplente en la lista del PSC en la circunscripción de Tarragona en las Elecciones generales de España de noviembre de 2019. Sirvió hasta la disolución de la legislatura en abril.
Costa falleció el 15 de mayo de 2024, a los 61 años. La Diputación Provincial declaró tres días de luto.